# Ingemund Bengtsson
Sten Bertil Ingemund Bengtsson, né le 30 janvier 1919 à Veddige, mort le 12 avril 2000 à Varberg, est un homme politique social-démocrate suédois. Il a été membre du Riksdag 1951-1988 (deuxième chambre 1951-1970 et parlement monocaméral 1971-1988), ministre de l'agriculture 1969-1973, ministre de l'intérieur 1973 et ministre du travail 1974-1976, et président du Riksdag 1979-1988. En outre, il a été membre de l'Assemblée générale des Nations unies de 1963 à 1967 et a été responsable de la conférence des Nations unies sur l'environnement humain qui s'est tenue à Stockholm en 1972 et qui est considérée comme une étape importante dans l'histoire moderne de l'environnement.
Ingemund Bengtsson a été gouverneur général à titre temporaire les 2 et 3 juillet 1988. Il est le seul non-roi à avoir occupé cette fonction en vertu de la constitution de 1974.